# Ctenichneumon albomaculatus
Ctenichneumon albomaculatus là một loài tò vò trong họ Ichneumonidae.